# Bad Ischl
Bad Ischl es una ciudad balneario ubicada a orillas del río Traun,  en la región de Salzkammergut en la Alta Austria, República Austriaca. Se trata principalmente de un centro de recreo y turismo. 
Es célebre por ser el lugar donde Francisco José I firmó el ultimátum y posteriormente la declaración de guerra contra Serbia, que terminaría dando lugar a la Primera Guerra Mundial.

## Historia

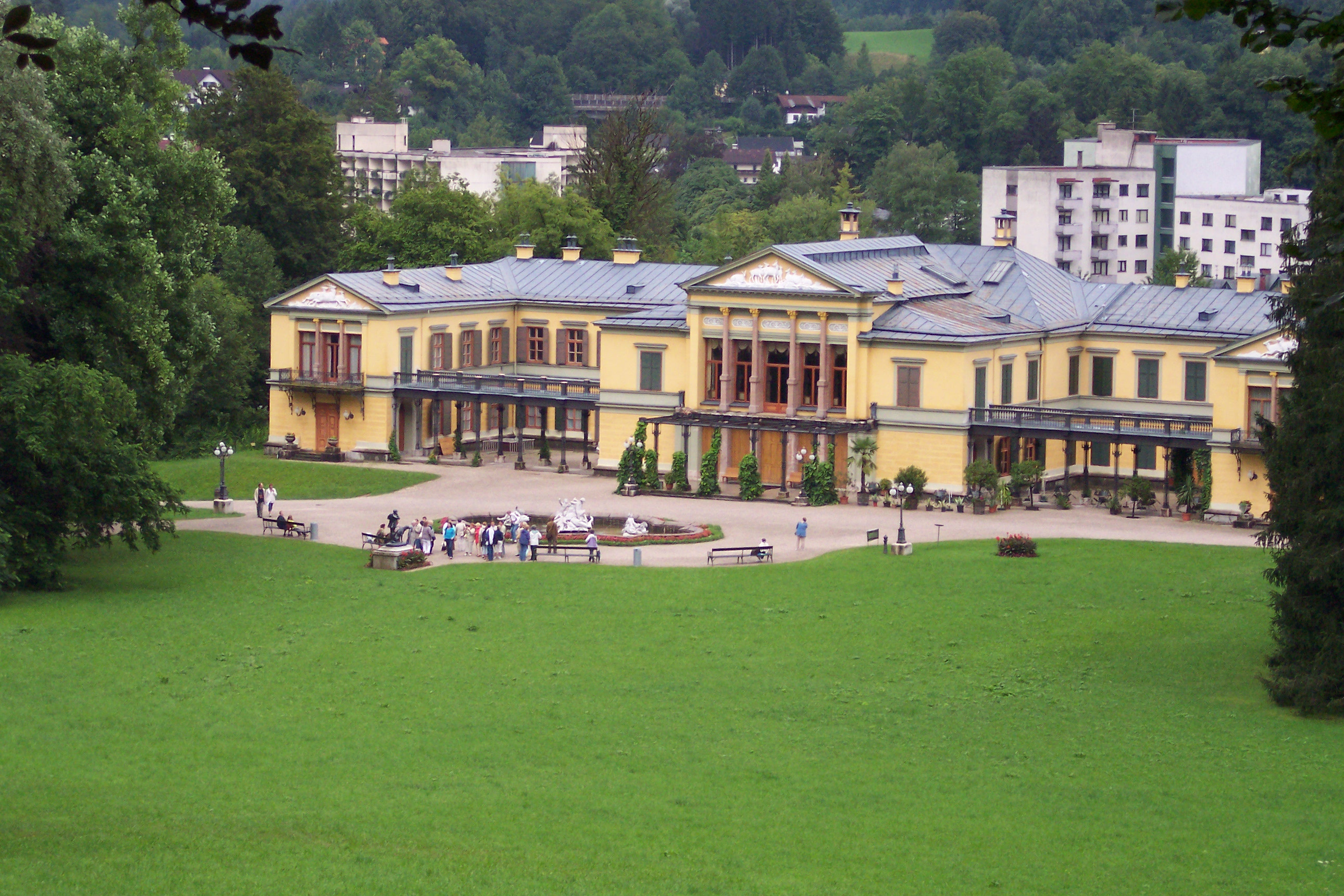
Villa Imperial de Bad Ischl

En el siglo XIX la salmuera comienza a utilizarse con fines médicos, y es entonces cuando Bad Ischl gana fama convirtiéndose en el balneario de moda de la aristocracia austriaca, recibiendo a invitados notables como el príncipe Klemens Wenzel von Metternich y el archiduque Francisco Carlos de Austria. El Hotel Post abrió sus puertas en 1828 siendo el primero en la zona de Salzkammergut. En 1849 el hijo de Francisco Carlos, el emperador Francisco José I de Austria, eligió la ciudad como su residencia de verano, en específico una villa que la monarquía comenzó a alquilar, pasando a ser conocida como la Kaiservilla o "Villa Imperial".
Fue también en Bad Ischl donde el emperador conocería a su futura esposa, la duquesa Isabel de Baviera, cuando esta visita la Villa Imperial junto a su madre la princesa Ludovica de Baviera y su hermana, Elena, en el verano de 1853. El propósito de la visita era que el emperador se comprometiera con Elena, pero este prefirió a su hermana pequeña, la joven Isabel, de sólo 15 años.
Con motivo de esto, en 1854, la archiduquesa Sofía, madre del emperador, compra la Villa Imperial y se la obsequia a su hijo como regalo de bodas. Desde entonces Ischl se convierte en la residencia de verano favorita de la familia Imperial, y su principal destino de vacaciones. Siendo descrita por el propio emperador como "el cielo en la tierra", fue denominada por algunos como la "Capital secreta de la Monarquía del Danubio". 

No es de extrañar por tanto, que cuando en 1914 Francisco José envía un ultimátum y posteriormente la declaración de guerra a Serbia, se encontrara en la Villa. Al día siguiente de firmar la declaración que daría inicio a la Primera Guerra Mundial, Francisco José deja Bad Ischl para nunca regresar. La Villa Imperial o Kaiservilla, sigue siendo propiedad de la familia del emperador, los Habsburgo-Lorena, existiendo partes abiertas a los visitantes y un museo histórico.

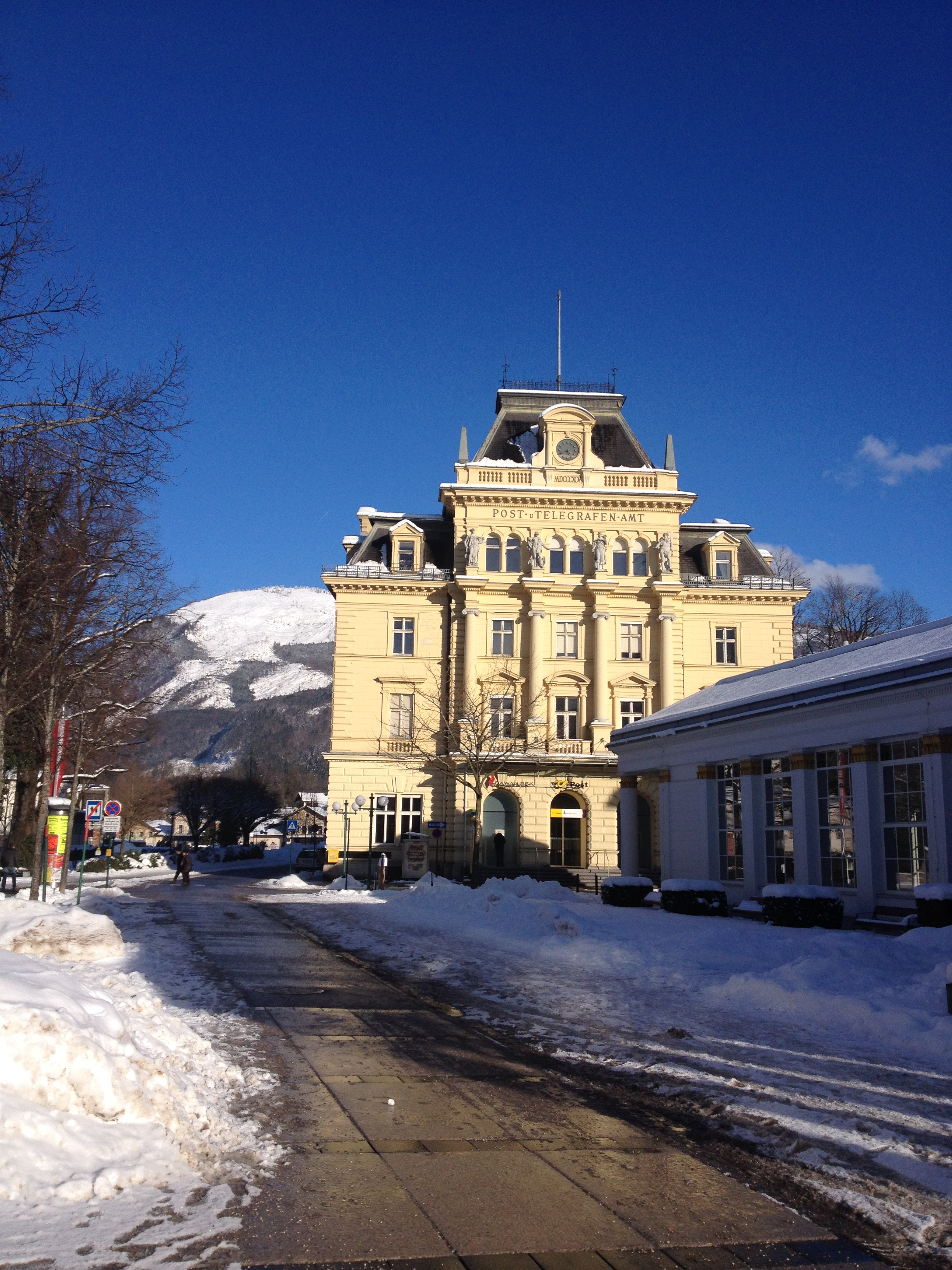
Edificio de la Oficina de Correos